# Kanjani 8
Kanjani 8 (яп. 関ジャニ∞ (エイト) Канджани эйто) — японский бой-бэнд, в который входят семь уроженцев Кансая. Группа была создана идол-агентством Johnny & Associates в 2002 году. Во время своего дебюта Kanjani 8 была заявлена как «современная энка-группа», но после 2006 года её стиль стал смесью попа и рока.

## История
Kanjani8 кансайская группа, сформированная под управлением Johnny & Associates в 2002 году в составе восьми человек: Маруяма Рюхэй (Maruyama Ryuhei), Нисикидо Рё (Nishikido Ryo), Окура Тадаёси (Okura Tadayoshi), Сибутани Субару (Shibutani Subaru), Мураками Синго (Murakami Shingo), Ути Хироки (Uchi Hiroki), Ясуда Сёта (Yasuda Shota), Ёкояма Ю (Yokoyama You).

## Название группы
Kanjani 8 это объединение двух слов: Kansai и Jyanisu [японский вариант Johnny’s]. плюс цифра «8», у которой есть два значения: 1. число участников группы. 2. в журналах и тв-программах часто используется вариант написания восьмерки как «8» лежащая на боку, более известная под знаком бесконечности. что может означать, как «Канджани навсегда». к слову, у К8 есть передача под названием «Mugen no Gimon», а слово «mugen» переводится не иначе как «бесконечность»

## История группы
До создания Kanjani8 наиболее известными джуниорами того времени являлись Нисикидо Рё, Сибутани Субару, Ёкояма Ю и Мураками Синго, которые довольно часто появлялись в различных джонисовских передачах и снимались в дорамах. К 2001 году в связи с дебютом «Tackey&Tsubasa» и «Arashi» популярность этой четверки постепенно снизилась. В то же время агентством была создана группа «V.West» (Five West), в состав которой вошли Маруяма Рюхей, Ясуда Сёта, Ути Хироки и ещё двое участников (Мидзуно Киёхито и Имаяма Тору). Группа стремительно обрела успех и вскоре получила право на собственную телепередачу, названную «Weekly V.West» и транслируемую на кансайском тв канале «Channel 8». Некоторое время спустя, когда Мидзуно Киёхито и Имаяма Тору покинули Johnny’s & Associates, в состав группы «V.West» был включен Окура Тадаёси в качестве барабанщика.
В 2002 году, после окончания «Weekly V.West» было решено создать новую телевизионную программу, названную «J3Kansai» (J Cube Kansai). Для участия в передаче были собраны четверо ведущих джуниоров и участники группы «V.West», вместе с тем объединенные в группу Kanjani. Помимо того все восемь человек были задействованы в успешном мюзикле «Another», после чего группа получила официальный статус и название Kanjani8.
Первый концерт Kanjani8 состоялся в декабре 2002 года под названием «Kanjani8 Xmas Party 2002». На некоторое время этот концерт стал традицией, благополучно завершившейся в 2005 году. Кроме того, во время этого концерта появились легендарные Эйто Рейнджеры.
В 2003 году Kanjani8 столкнулись с некоторыми трудностями, и возникло множество слухов об уходе некоторых участников из группы. С формированием новой группы NEWS, в состав которой были включены Нисикидо Рё и Ути Хироки, будущее Kanjani8 стало ещё более неопределенным. 25 августа 2004 года вышел дебютный сингл Kanjani8 под названием «Naniwa Iroha Bushi». Сперва сингл был распространен только в пределах кансайского региона, но довольно быстро поднялся на первые строчки музыкальных чартов (Oricon Enka и General Music) и 22 сентября состоялся национальный дебют группы.
Большая часть мероприятий группы в 2004 году проводилась исключительно в кансайском регионе, где Kanjani8 стали необычайно популярны, в то время как за пределами кансая они не были слишком известны. Вскоре участники группы засветились в мюзикле «Dream Boys» и чуть позже вышел второй сингл группы «Osaka Rainy Blues», занявший всего девятую позицию в Oricon чарте.
2005 год ознаменовал огромную популярность Kanjani8, и группа получила возможность участвовать в трех регулярных телепрограммах. Одновременно со стремительно возрастающим успехом на группу свалился громкий скандал, развернувшийся вокруг несовершеннолетнего Ути Хироки, который был арестован за неподобающее поведение в нетрезвом виде. Скандал серьезно повлиял на группу, из состава которой Ути был безоговорочно исключен.
Преодолев временные трудности, Kanjani8 выпустили новый сингл «Sukiyanen, Osaka / Sakura Enka (Oh! Enka) / Mugendai» в конце 2005 года, продемонстрировавший начало новых достижений группы. Сингл занимал второе место в недельных Oricon чартах и в марте 2006 группа выпустила свой первый дебютный альбом «F.T.O» (Funky Town Osaka). Заполучив национальное признание альбома, Kanjani8 отправились в первый концертный тур, который по аналогии с альбомом был назван «F.T.O.N» (Funky Tokyo Osaka Nagoya). Концертный тур продолжительностью в шесть дней охватил три города. В целом Kanjani8 дали 20 выступлений. Вскоре после этого небольшого весеннего концертного тура, группа начала свое первое национальное турне «Nationwide 1-St Tour 2006», дополненное двумя зимними концертами, названными в честь нового сингла «Kan Fu Fighting», успешно занявшего первое место в чартах. На протяжении двух турне было проведено в общей сложности 46 концертов.
Как полагалось в JE, деятельность участников группы не ограничивалась музыкальной и телевизионной. В 2006 году состоялись актерские дебюты Окуры, Маруямы и Ясуды. К концу 2006 года группа была задействована более чем в четырёх дорамах, включая Kansai TV Drama Special, где в трех отдельных историях снялись все участники группы. Kanjani8 также участвовали в нескольких театральных постановках: «Dream Boys» и «Another’s ANOTHER». В общей сложности было отыграно 58 спектаклей.
2007 год Kanjani8 начали выпуском очередного сингла «Zukkoke Otoko Michi», который стал номером 1 в недельных чартах. В дальнейшим сингл занял 18 место в числе наиболее продаваемых синглов 2007 года. Выпуск «Zukkoke Otoko Michi» позволил группе сменить лейбл с Teichiku Records, который является энка лейблом, на Imperial Records, который имеет более широкую направленность как поп/рок лейбл.
В июне 2007 в свет вышел второй полноформатный альбом Kanjani8 «Zukkoke Dai Dasso», в звучании существенно отличающийся от первого релиза. Переход к фанк и рок звучанию не помешал альбому укрепиться на первом месте Oricon чарта и на втором месте по продажам за месяц.
Большую часть 2007 года Kanjani8 провели в разъездах с серией концертов, таких как «Eh?! Honma?! Bikkuri!!» в «Kyocera Dome». Концертный тур был продлен до общенационального и побил все рекорды. Kanjani8 стали первой поп группой, посетившей за один концертный тур все 47 префектур и дав в общей сложности 113 выступлений за пять месяцев.
Вскоре после концертного тура Kanjani8 выпустили их 7-й сингл «It’s My Soul». Сингл попал на 22 место наиболее продаваемых синглов 2007 года. 2007 год для группы закончился релизом фотобука и DVD концертного тура «47», который оставался на вершине списка наиболее продаваемых музыкальных DVD на протяжении 56 недель.
2008 год продолжил череду грандиозных достижений Kanjani8. 8-й сингл группы «Wahaha!!» в очередной раз занимал первые строки чартов (Weekly Oricon charts, Billboard Japan Hot 100, Billboard Japan Hot Single Sales) и завис на 27 месте лучших синглов 2008 года.
Сразу после весеннего концертного тура в четырёх городах с 24 выступлениями, Kanjani8 приняли участие в 13-часовой передаче «Touch! Eco: Ashita no Tame ni… 55 no Chousen? Special», посвященной вопросам экологии. Вскоре после этого члены группы приняли участие и в других телепрограммах, таких как «Sore Yuke! Daidaman», «Daidaman Z».
Летом 2008 Kanjani8 выпустили 9-й по счету сингл «Musekinin Hero», распроданный в количестве 300 000 копий и уже традиционно занявший ведущие позиции в рейтингах. В 2009 вышел третий альбом «Puzzle», кардинально отличающийся в звучании от предыдущих двух альбомов. Представив слушателям смесь рок и поп песен, альбому потребовалось всего 3 месяца, чтобы добраться до первых позиций в чартах и попасть на 11 позицию самых продаваемых альбомов за первое полугодие 2009 года. После успешного концертного турне был выпущен DVD «Puzzle» с выступлением в Tokyo Dome.
10-й сингл «Kyu Jo Show!!» был выпущен в ноябре 2008. Несмотря на занимаемые им первые строчки рейтингов, синглу не удалось побить популярности предыдущего сингла «Musekinin Hero»
В декабре 2009 Kanjani8 записали 11-й, 12-й и 13-й синглы «Gift», которые были выпущены в белом, красном и зелёном изданиях соответственно. «Gift. White» поступил в продажу за день до сочельника, «Gift. Red» в сочельник и «Gift. Green» в день рождества. Все синглы содержат тематические песни к рождеству и явили собой своеобразный подарок для фанатов.
6 июня 2010 года 14-й сингл группы «Wonderful World!!» дебютировал под номером один в недельном чарте Орикон. 25 августа 2010 вышел 15-й сигл группы «Life (Me no Mae no Mukō e)», который также стартовал в первых строчках еженедельного Орикон-чарта.
Kanjani8 немного отличаются стилем музыки от других джоннисовских групп, ещё и тем, что воспевают Осаку. Красоту родного города, романтичность, непохожесть на другие города Японии, в таких песнях как: Naniwa Iroha Bushi («Нанива» — древнее название Осаки), Osaka Rainy Blues, Sukiyanen, Osaka!, Osaka Obaachan Rock, альбом F.T.O. «Funky Town Osaka». Также Kanjani8 иногда поют на старояпонском, тексты песен пишут на «кансаи бэн», больше всех прочих джоннисовских групп носят юкаты, кимоно и единственные из джоннисов, кто поет в стиле «энка». На данный момент, из всех песен Канджани8 только три являются энками, но именно из-за них они и стали популярными. Это их визитная карточка, если можно так выразиться.

## Подгруппы
Внутри Kanjani8 участниками образованы несколько неформальных подгрупп.
- SubaruBand — рок-группа, включающая Субару (вокал), Маруяму (бас), Ясуду (гитара), и Окуру (барабаны). Группа впервые образовалась в 2002 году на Kanjani8 Xmas Party. Музыку создал Яссу, тексты песен написаны Субару. В числе известных песен значатся: «One», «High Position», and «Down up»
- SanKyоDai — основными членами являются Ёкояма, Ясуда и Субару. Первое появление в таком составе состоялось в 2003 на Kanjani8 Xmas Party. Музыку пишет Яссу, тексты песен принадлежат Ёко. Наиболее известными песнями являются: «Purin», «Amechan», «Mikan»,"Onigishi".
- Существуют также и другие менее известные подгруппы, такие как YamaDa (Мару и Яссу), SanBaka (Сибутани, Ёкояма, Мураками), Yasuba (Ясуда и Сибутани) и другие.

## Альбомы

### Студийные альбомы
| Год  | Название | Место  | Сертификация RIAJ |
| Год  | Название | Орикон | Сертификация RIAJ |
| ---- | --- | ------ | ----------------- |
| 2006 | KJ1 F.T.O - Дата выхода: 15 марта 2006 - Лейбл: Teichiku Records (TECH-1028, TECH-1038)                       | 2      | Платиновый        |
| 2007 | KJ2 Zukkoke Dai Dassou - Дата выхода: 6 июня 2007 - Лейбл: Imperial Records (TECI-8001, TECI-8003, TECI-8005) | 1      | Платиновый        |
| 2009 | PUZZLE - Дата выхода: 15 апреля 2009 - Лейбл: Imperial Records (TECI-8007, TECI-8008)                         | 1      | Платиновый        |
| 2010 | 8 Uppers - Дата выхода: 20 октября 2010 - Лейбл: Imperial Records (TECI-8010, TECI-8011, TECI-8012)           | 1      | Платиновый        |

### Мини-альбомы
| Год  | Название                                                                             | Место  | Сертификация RIAJ |
| Год  | Название                                                                             | Орикон | Сертификация RIAJ |
| ---- | ------------------------------------------------------------------------------------ | ------ | ----------------- |
| 2004 | Kansha ni Eight - Дата выхода: 15 декабря 2004 - Лейбл: Teichiku Records (TECH-1018) | 5      | Золотой           |

## Синглы
| Год  | Название                              | Место  | Сертификация RIAJ | Альбом                           |
| Год  | Название                              | Орикон | Сертификация RIAJ | Альбом                           |
| ---- | ------------------------------------- | ------ | ----------------- | -------------------------------- |
| 2004 | «Naniwa Iroha Bushi»                  | 1      |                   |                                  |
| 2005 | «Osaka Rainy Blues»                   | 4      |                   | KJ1 F.T.O                        |
| 2005 | «Sukiyanen, Osaka/Oh! Enka/Mugendai»  | 2      | Платиновый        | KJ1 F.T.O                        |
| 2006 | «Osaka Obachan Rock/Osaka Romanesque» | 2      | Платиновый        | KJ1 F.T.O KJ2 Zukkoke Dai Dassou |
| 2006 | «Kan Fu Fighting»                     | 1      | Платиновый        | KJ2 Zukkoke Dai Dassou           |
| 2007 | «Zukkoke Otoko Michi»                 | 1      | Платиновый        | KJ2 Zukkoke Dai Dassou           |
| 2007 | «It’s My Soul»                        | 1      | Платиновый        | PUZZLE                           |
| 2008 | «Wahaha»                              | 1      | Платиновый        | PUZZLE                           |
| 2008 | «Musekinin Hero»                      | 1      | Платиновый        | PUZZLE                           |
| 2009 | «Kyuu Jou Show!!»                     | 1      | Платиновый        | 8 Uppers                         |
| 2009 | «Gift»                                | 1-3    | Золотой           |                                  |
| 2010 | «Wonderful World!!»                   | 1      | Платиновый        | 8 Uppers                         |
| 2010 | «Life (Menomae no Mukou e)»           | 1      | Платиновый        | 8 Uppers                         |
| 2011 | «T.W.L/Yellow Pansy Street»           | 1      | Платиновый        |                                  |
| 2011 | «My Home»                             | 1      |                   |                                  |
| 2011 | «365 Nichi Kazoku»                    | 1      |                   |                                  |

## Фильмография

### Концерты
| Год  | Название                                                               | Место  | Сертификация RIAJ |
| Год  | Название                                                               | Орикон | Сертификация RIAJ |
| ---- | ---------------------------------------------------------------------- | ------ | ----------------- |
| 2005 | Live DVD: Excite!! - Выпуск: 29 марта 2005                             | 1      |                   |
| 2005 | Spirits!! - Выпуск: 23 ноября 2005                                     | 3      | Золотой           |
| 2006 | Heat Up! - Выпуск: 6 сентября 2006                                     | 1      | Золотой           |
| 2007 | 47 - Выпуск: 12 декабря 2007                                           | 1      | Платиновый        |
| 2009 | Tour 2009 Puzzle - Выпуск: 23 сентября 2009                            | 1      | Платиновый        |
| 2010 | Countdown Live 2009—2010 in Kyocera Dome Osaka - Выпуск: 31 марта 2010 | 1      |                   |
| 2011 | Live Tour 2010—2011 8uppers - Выпуск: 13 апреля 2011                   | 1      |                   |